# تي. غور
تي. غور (بالإنجليزية: T. J. Gore)‏ (7 سبتمبر 1987 بلدة ماكومب الولايات المتحدة - ) هو لاعب كرة قدم أمريكي يلعب كلاعب وسط.